# Lo que el cielo no perdona
Lo que el cielo no perdona (lit. O que o céu não perdoa) é uma telenovela mexicana produzida por Fernando Chacón para a Televisa e exibida pelo Canal de las Estrellas em 1982
A trama foi exibida simultaneamente com Vivir enamorada, sendo esta transmitida às 17h30 e Lo que el cielo no perdona, às 17h.
Foi protagonizada por Enrique Álvarez Félix, Blanca Guerra e pelo ator mirim Luis Mario Quiroz.

## Enredo
Toño é um simpático menino órfão que, junto a seu fiel cachorro Simón decide viajar a grande cidade, pois descobre que ali vive seu verdadeiro pai, e que na realidade não é órfão. Descobre que este é um homem muito rico mas que está muito doente. Seus malvados parentes sabem que o menino herdará tudo quando o pai morra, por isso que ao chegar a casa de seu pai estes o tratam muito mal e o fazem passar por filho da empregada , mas a todo custo querem desfazer-se dele. Mas Toño encontrará apoio e carinho em Isabel, uma jovem que o cuida e o protege como se fosse seu próprio filho. Marcelo é um homem que também trata mal ao menino, mas ao se apaixonar por Isabel, ele muda de atitude. O pai de Toño morre e  Marcelo descobre que os parentes querem sequestrar o menino. Ali o defende e o tira da casa, mas isto provoca que Marcelo seja o sequestrado e termina morto. Toño fugirá junto a Isabel e Simón mas depois de tantas desgraças finalmente recuperará o que lhe pertence.

## Elenco
- Luis Mario Quiroz - Toño
- Enrique Álvarez Félix - Marcelo
- Blanca Guerra - Isabel
- Mónica Prado - Martha
- Rosa María Moreno - Serafina
- Xavier Marc - Gerardo
- Ana Silvia Garza - Bárbara
- Sara Guasch - Prudencia
- Patricia Montero - Leonor
- Adriana Parra - Teodosia
- Merle Uribe - Rebeca
- Alberto Sayán - Luis Alvarado
- Queta Carrasco - Milagros
- Oscar Traven - Reynaldo
- Margot Wagner - Remedios
- Carlos Riquelme - Don Andrés